# Di Botcher
Diane Botcher, detta Di (Port Talbot, 22 aprile 1959), è un'attrice gallese, nota soprattutto come interprete di musical a Londra.

## Carriera
Ha recitato in numerosi musical del compositore Premio Pulitzer Stephen Sondheim, tra cui: Sunday in the Park with George (National Theatre, 1990), Into the Woods (Library Theatre, 1993), Sweeney Todd (National Theatre, 1993), A Little Night Music (National Theatre, 1995) e Follies (National Theatre, 2017).

## Filmografia parziale

### Cinema
- Twin Town, regia di Kevin Allen (1997)
- Tutto o niente (All or Nothing), regia di Mike Leigh (2002)
- One Chance - L'opera della mia vita (One Chance), regia di David Frankel (2013)

### Televisione
- Metropolitan Police - serie TV, 2 episodi (1993-1997)
- Casualty - serie TV, 1 episodio (2002)
- High Hopes - serie TV, 20 episodi (2002-2008)
- Little Britain - serie TV, 6 episodi (2003-2005)
- Green Wing - serie TV, 1 episodio (2004)
- The Thick of It - serie TV, 1 episodio (2005)
- Ideal - serie TV, 1 episodio (2007)
- Coming of Age - serie TV, 1 episodio (2008)
- Doctors - serie TV, 3 episodi (2008-2012)
- Dustbin Baby, regia di Juliet May – film TV (2008)
- Lennon Naked - Essere John Lennon (Lennon Naked), regia di Edmund Coulthard – film TV (2010)
- Sherlock – serie TV, 1 episodio (2010)
- Downton Abbey - serie TV, 1 episodio (2013)
- Inside No. 9 – serie TV, 1 episodio (2014)
- Coronation Street – serie TV, 1 episodio (2015)
- Il mistero di Aylwood House (The Watcher in the Woods), regia di Melissa Joan Hart – film TV (2017)

## Doppiatrici italiane
- Noemi Gifuni in Downton Abbey